# Измоденова
Измоденова — деревня в Белоярском районе Свердловской области России. Входит в Белоярский муниципальный округ.
Ранее деревня входила в состав Бруснятского сельсовета Белоярского района.

## География
Деревня Измоденова расположена на левом берегу реки Каменки (левого притока Исети), рядом с одноимённым остановочным пунктом Свердловской железной дороги.

### Часовой пояс
Измоденова, как и вся Свердловская область, находится в часовой зоне МСК+2. Смещение применяемого времени относительно UTC составляет +5:00.

## Население
| 2002 | 2010 | 2021 |
| ---- | ---- | ---- |
| 459  | ↘375 | ↘266 |

## Инфраструктура
В деревне Измоденовой 8 улиц: Берёзовая Роща, Восточная, Гагарина, Кирова, Ленина, Мира, Пушкина и Чапаева; три садоводческих некоммерческих товарищества: «Гидравлик», «Дальний», «Химик».

## Знаменитые уроженцы села
- Измадинов, Виктор Андреевич — Герой Советского Союза, старший сержант, воин инженерных войск.